# Кубок Франції з футболу 2012—2013
Кубок Франції з футболу 2012–2013 — 96-й розіграш кубкового футбольного турніру у Франції. Титул вчетверте здобув Бордо.

## Регламент
Кубок Франції складається з двох етапів:
- відбіркового, який складається з шести регіональних етапів (перші два організовуються в кожному регіоні за своєю схемою для клубів регіональних ліг, наступні чотири організовуються в регіонах централізовано за участі клубів з національних аматорських і напівпрофесіональних ліг) та двох національних етапів (7-й і 8-й етап, з 7-го стартують клуби Ліги 2 та представники заморських територій);
- фінального, який починається з 1/32 фіналу — з цього раунду стартують клуби провідної Ліги 1.

## 1/32 фіналу
| Команда 1                   | Рахунок         | Команда 2                     |
| --------------------------- | --------------- | ----------------------------- |
| 5 січня 2013                |                 |                               |
| Консола (Марсель) (4)       | 1:1 дч пен. 4:5 | Мулен (4)                     |
| Бельфор (4)                 | 1:3             | Гавр (2)                      |
| Ле-Ман (2)                  | 1:2             | Ле-Пуаре-сюр-Ві (3)           |
| Савіньє-Монбризон (8)       | 1:1 дч пен. 1:3 | Венісьє (5)                   |
| Атлетік (Ам'єн) (4)         | 1:1 дч пен. 3:5 | Евіан (Тонон-ле-Бен)          |
| Амневіль (4)                | 1:2 дч          | Раон (Раон-л'Етап) (4)        |
| Таон (Таон-ле-Вож) (5)      | 0:1             | Сошо (Монбельяр)              |
| Монсо (Монсо-ле-Мін) (4)    | 0:1             | Труа                          |
| Стад Бордле (Бордо) (4)     | 1:0             | Каркфу (3)                    |
| Дре (6)                     | 1:5             | Нансі                         |
| Шоре (5)                    | 1:5             | Лор'ян                        |
| Руан (3)                    | 1:1 дч пен. 3:2 | Аяччо                         |
| Булонь (Булонь-сюр-Мер) (3) | 0:1             | Тулуза                        |
| Сен-Мало (4)                | 1:1 дч пен. 2:4 | Верту (5)                     |
| Плабеннек (4)               | 1:0             | Реймс                         |
| Лілль                       | 3:2             | Нім (2)                       |
| 6 січня 2013                |                 |                               |
| Бур-Перонна (3)             | 1:2             | Монпельє                      |
| Мюре (5)                    | 0:2             | Фонтене (Фонтене-ле-Конт) (4) |
| Епіналь (3)                 | 3:3 дч пен. 4:2 | Ліон                          |
| Мец (3)                     | 2:3 дч          | Ніцца                         |
| Кан (2)                     | 2:3             | Сент-Етьєн                    |
| Шатору (2)                  | 2:3             | Бордо                         |
| Марсель                     | 2:1 дч          | Генгам (2)                    |
| Ланс (2)                    | 2:1             | Ренн                          |
| Мо (6)                      | 1:0             | Ле-Портель (6)                |
| Понтарльє (5)               | 1:2             | Седан (2)                     |
| Лозер (Манд) (7)            | 2:0             | Арль-Авіньйон (2)             |
| Люсон (4)                   | 1:1 дч пен. 2:4 | Брест                         |
| Серкль Атлетік (Бастія) (3) | 2:0             | Бастія                        |
| Дьєпп (5)                   | 2:3             | Нант (2)                      |
| Аррас (5)                   | 3:4             | Парі Сен-Жермен               |
| 7 січня 2013                |                 |                               |
| Істр (2)                    | 3:3 дч пен. 4:3 | Валансьєн                     |

## 1/16 фіналу
| Команда 1                     | Рахунок         | Команда 2            |
| ----------------------------- | --------------- | -------------------- |
| 22 січня 2013                 |                 |                      |
| Седан (2)                     | 0:1             | Лор'ян               |
| Епіналь (3)                   | 1:1 дч пен. 4:3 | Нант (2)             |
| Лозер (Манд) (7)              | 0:3             | Гавр (2)             |
| Фонтене (Фонтене-ле-Конт) (4) | 0:5             | Труа                 |
| Верту (5)                     | 0:2             | Евіан (Тонон-ле-Бен) |
| 23 січня 2013                 |                 |                      |
| Ніцца                         | 2:2 дч пен. 2:4 | Нансі                |
| Монпельє                      | 2:3 дч          | Сошо (Монбельяр)     |
| Раон (Раон-л'Етап) (4)        | 1:0             | Істр (2)             |
| Мо (6)                        | 0:0 дч пен. 3:5 | Сент-Етьєн           |
| Венісьє (5)                   | 0:0 дч пен. 4:3 | Ле-Пуаре-сюр-Ві (3)  |
| Серкль Атлетік (Бастія) (3)   | 1:3             | Брест                |
| Мулен (4)                     | 1:2             | Бордо                |
| Стад Бордле (Бордо) (4)       | 0:3             | Ланс (2)             |
| Парі Сен-Жермен               | 3:1             | Тулуза               |
| 24 січня 2013                 |                 |                      |
| Плабеннек (4)                 | 1:3             | Лілль                |
| 30 січня 2013                 |                 |                      |
| Руан (3)                      | 1:2             | Марсель              |

## 1/8 фіналу
| Команда 1              | Рахунок         | Команда 2   |
| ---------------------- | --------------- | ----------- |
| 26 лютого 2013         |                 |             |
| Сошо (Монбельяр)       | 1:2             | Труа        |
| Евіан (Тонон-ле-Бен)   | 3:1             | Гавр (2)    |
| Сент-Етьєн             | 3:2             | Лілль       |
| 27 лютого 2013         |                 |             |
| Лор'ян                 | 3:0             | Брест       |
| Раон (Раон-л'Етап) (4) | 2:2 дч пен. 3:5 | Бордо       |
| Венісьє (5)            | 0:2 дч          | Нансі       |
| Парі Сен-Жермен        | 2:0             | Марсель     |
| 28 лютого 2013         |                 |             |
| Ланс (2)               | 2:0             | Епіналь (3) |

## 1/4 фіналу
| Команда 1            | Рахунок         | Команда 2       |
| -------------------- | --------------- | --------------- |
| 16 квітня 2013       |                 |                 |
| Труа                 | 3:0             | Нансі           |
| Сент-Етьєн           | 1:2             | Лор'ян          |
| 17 квітня 2013       |                 |                 |
| Ланс (2)             | 2:3             | Бордо           |
| Евіан (Тонон-ле-Бен) | 2:2 дч пен. 4:1 | Парі Сен-Жермен |

## 1/2 фіналу
| Команда 1            | Рахунок | Команда 2 |
| -------------------- | ------- | --------- |
| 8 травня 2013        |         |           |
| Евіан (Тонон-ле-Бен) | 4:0     | Лор'ян    |
| 14 травня 2013       |         |           |
| Труа                 | 1:2     | Бордо     |

## Фінал
| 31 травня 2013 22:00 (EEST) |

| Евіан (Тонон-ле-Бен)     | 2:3      | Бордо                     |
| ------------------------ | -------- | ------------------------- |
| Сагбо 51' Джа Джедже 70' | Протокол | Діабате 39', 89' Севе 53' |

| Стад-де-Франс, Сен-Дені Глядачів: 77 000 Арбітр: Фреді Фотрель |